# A Most Wanted Man
A Most Wanted Man  (Brasil: O Homem Mais Procurado / Portugal: Um Homem Muito Procurado) é um romance de suspense e espionagem de John le Carré publicado em setembro de 2008.

## Enredo
Um jovem russo com um sobretudo preto comprido e meio morto de fome é introduzido clandestinamente em Hamburgo pela calada da noite. Numa bolsa que usa pendurada ao pescoço esconde uma quantia improvável de dinheiro. É um muçulmano devoto. Mas será mesmo? Afirma chamar-se Issa. Annabel, uma jovem e idealista advogada alemã especializada em direitos humanos, decide salvar Issa da deportação, e depressa a sobrevivência daquele cliente se torna mais importante do que a sua própria carreira. Em busca do misterioso passado de Issa, Annabel enfrenta o incongruente Tommy Brue, o herdeiro de sessenta anos do Brue Frères, um banco britânico em declínio sediado em Hamburgo. Nasce um triângulo de amores impossíveis. Entretanto, pressentindo que vão desferir um tiro certeiro na pseudo Guerra contra o Terror, espiões de três nações convergem para pessoas inocentes.

## Adaptação cinematográfica
A Most Wanted Man foi adaptado ao cinema por Anton Corbijn em 2014. Foi protagonizado por Philip Seymour Hoffman, Rachel McAdams e Willem Dafoe.

## Ligações exteriores
- Apresentação do Livro